# エト (漫画)
『エト』は、うすた京介による日本の漫画。『週刊少年ジャンプ』（集英社）において、1998年6号に読み切りで掲載された。
「チクサクコール うすた京介短編集」（集英社）収録。
2009年、同原作者によるアニメーション映画『ピューと吹く!ジャガー 〜いま、吹きにゆきます〜』の同時上映『エト -ETO-』として初映像化。

## あらすじ
1998年、日本の富士山麓に、宇宙人・エトの乗った宇宙船が着陸する。その宇宙人を偶然見つけた3人の子供たちは、そのうちの1人の家にエトを招待するが…。

## 登場人物
エト（ライネン）
声 - 日村勇紀
本作の主人公。うさぎに変装して、地球を死滅させるための機械パンチョ・ラセーヌを地球に着陸させるために穴を掘っていたダビダ星人。穴を掘っている最中、シブシゲ、サンペー、ユカの3人と偶然出会う。にんじんを食べると酔う。「ライネン」という名前は、シブシゲの父親につけられた。
シブシゲ
声 - 小松彩夏
いつもヘルメットをかぶっている少年。家は材木屋。仲間の3人の中では、リーダーのようである。1999年のノストラダムスの大予言を信じており、それから生き延びるための秘密基地を作っていた。彼の家の材木屋の名前は、最初に出てきたときは、「渋沢の材木屋さん」と言う名前だったが、数ページ後は「しぶしぶしぶしぶ渋沢のあばれ材木」という名前にかわっている。
ユカ
声 - 小松里歌
シブシゲとは仲がいい少女だが、けんかをすることもしばしば。
サンペー
声 - 摩味
3人組みの中では中立的な態度を保っている少年。

## アニメ
「エト -ETO-」
- 監督、脚本 - 佐上佳嗣
- 制作 - パンダ工場